# Via del Campanile
Via del Campanile è una strada del centro storico di Firenze, che va da via delle Oche alla piazza del Duomo (sbucando nei pressi del campanile di Giotto che dà il nome alla strada), incrociando lungo il breve tracciato via della Canonica. 

## Storia e descrizione

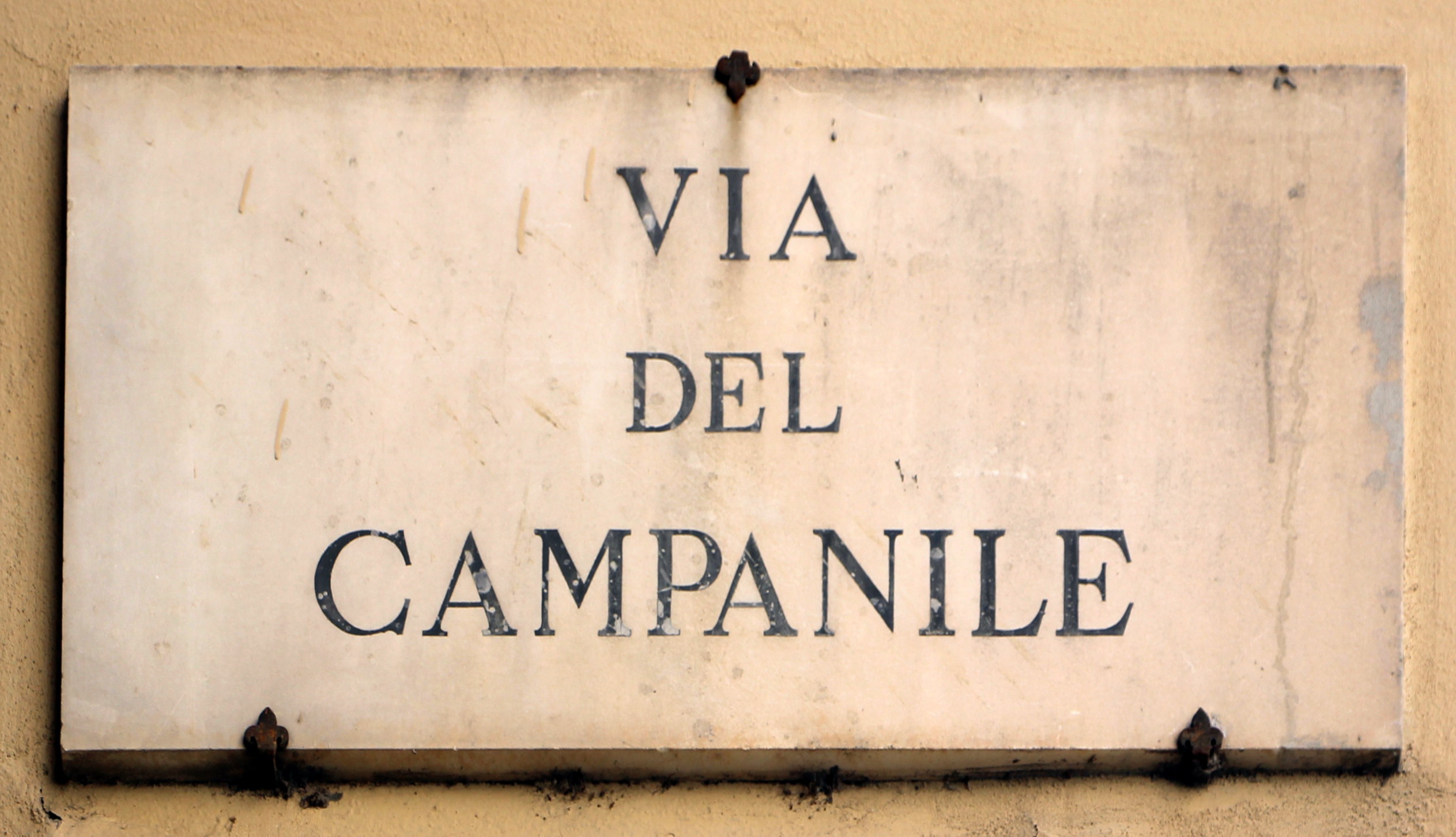
Lapide col nome della strada

La strada ha avuto vari nomi nel tempo, tra cui è attestato fino al 1937 quello di "via della Morte" che, con la vicina "via dello Scheletro" (oggi via della Canonica), ricordava probabilmente un antico spazio cimiteriale legato al Duomo e alla Confraternita della Misericordia. La forma alternativa di "via della Morta" pare fosse da mettere in relazione alla vicenda di Ginevra degli Amieri, che avrebbe attraversato questa via quando, risvegliatasi improvvisamente da un caso di morte apparente, cercò di tornare in casa del marito (Francesco degli Agolanti) e poi del padre (Bernardo degli Amieri), venendo scacciata come se fosse un fantasma e trovando infine riparo nella casa di un suo innamorato (Antonio Rondinelli), che fu poi autorizzata a sposare come se in effetti ella fosse davvero morta, sciogliendo il vincolo matrimoniale precedente. 
Gli stradari storici e amministrativi del 1913 e del 1929 segnalano la strada ancora come via della Morte, indicando via del Campanile e via dei Cherici tra le antiche denominazioni. Per quanto riguarda le trasformazioni del tracciato avvenute nel tempo, si ricorda come il tratto da via della Canonica a piazza Duomo fosse stato interessato dai lavori di riordinamento di questo lato della piazza, condotti su progetto dell'architetto Gaetano Baccani tra il 1826 e il 1830, che comportarono la parziale demolizione degli edifici che qui insistevano (già occupati dalla Canonica del Duomo) e che avanzavano verso la mole della cattedrale, per fare spazio ad ulteriori singole costruzioni sempre ad uso dei Canonici. Della situazione precedente ai lavori documentano tra l'altro dei disegni conservati presso l'Archivio comunale, firmati da Giuseppe Ruggieri e datati 1754, a servire da "dimostrazione delle aperture da farsi alle case, che di presente compongono la Canonica di S. Maria del Fiore detta il Duomo di Firenze per la continuazione e rigiro delle strade".

## Descrizione

### Edifici
Il lato opposto della strada, in questo tratto più stretto, è occupato dal fianco di uno dei palazzi dei Canonici. Oltre via della Canonica la via si allarga leggermente. A ovest è presente una casa (al n. 1) con un pietrino che riconduce la proprietà dell'immobile all'Opera di Carità dei Cappellani di Duomo, accompagnato dal numero progressivo 41 in cifre romane, a indicare la posizione dell'edificio nell'elenco delle possessione dell'Opera (è il numero più alto riscontrato nel centro storico relativo ai beni di questa istituzione). 
Sul lato opposto (al n. 2) è una casa sviluppata in facciata su quattro assi per quattro piani, costruita o comunque riconfigurata nei termini attuali nel 1925, come dichiarato dall'iscrizione posta su questo lato. Nonostante la datazione, il disegno dei fronti guarda alla tradizione e alla storia locale, sia nella scelta del graffito per la realizzazione del finto bugnato del terreno e degli elementi decorativi ai piani, sia per i motivi che l'adornano, con imprese medicee e, in alto, con le denominazioni dei quattro quartieri storici cittadini accompagnate da elementi rappresentativi delle zone (il battistero per San Giovanni, il sole raggiato per Santa Maria Novella, e via dicendo). Inoltre nel 2022 è stato riscoperto sotto l'intonaco un altro segnacolo, a forma di rotella con tracce di un numero sottostante, forse CVII (107): a giudicare dalla forma e dal numero alto, dovrebbe appartenere all'Arte dei Mercatanti.

### Tabernacoli

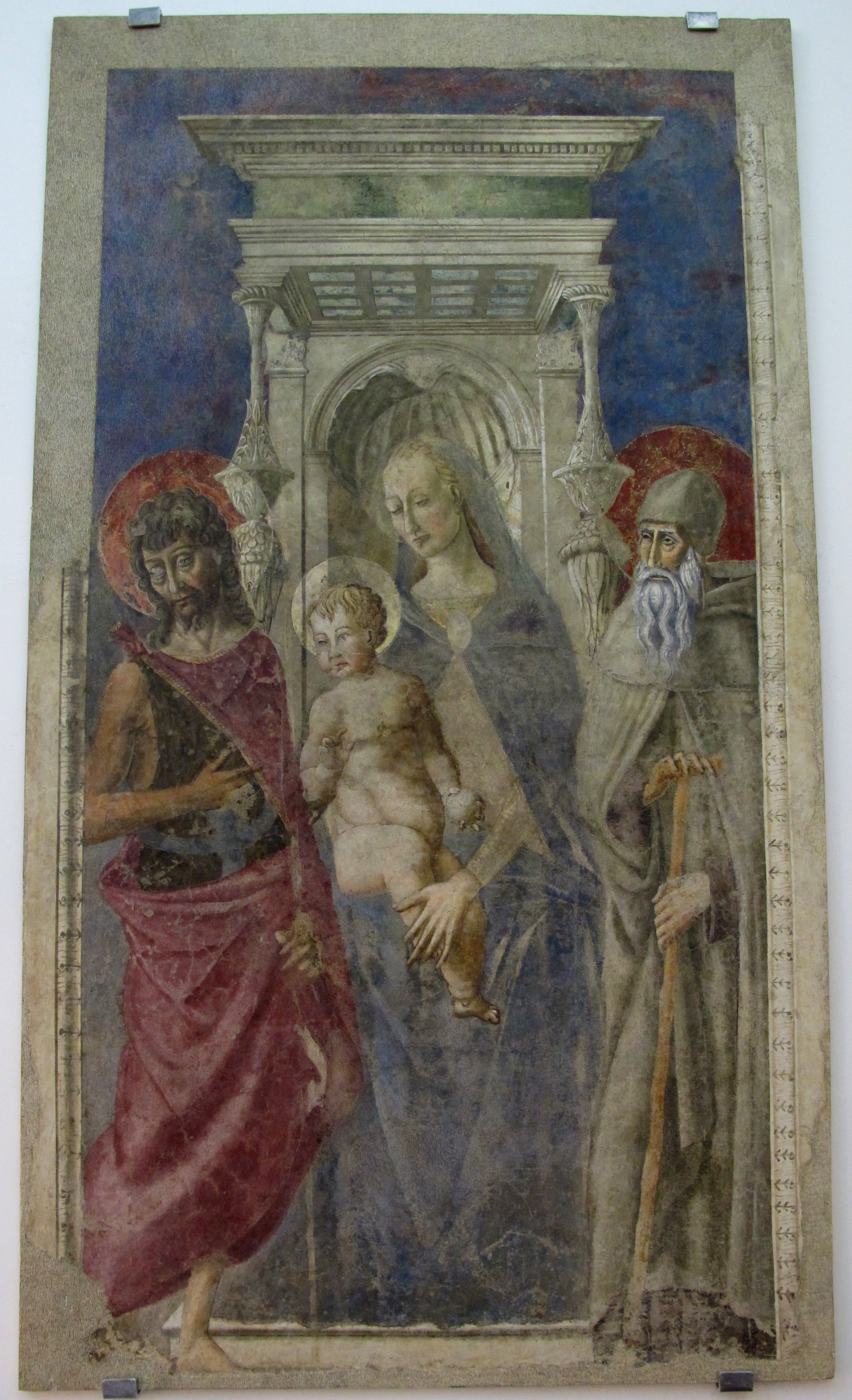
L'affresco originale del tabernacolo di via del Campanile

L'elemento di maggior spicco della strada è il tabernacolo che si trova sul lato secondario del palazzo della Misericordia, contenente un affresco con la Madonna col Bambino in trono con i santi Giovanni Battista e Antonio Abate (oggi in copia fotografica, l'originale è conservato nel palazzo) di scuola fiorentina della fine del XV secolo. Sotto di esso si legge una lapide dedicata a Maria ("CAUSA NOSTRAE LAETITIAE / ORA PRO NOBIS"), sotto la quale è un placca in marmo bianco con un teschio (a riprendere il tema funebre dell'antica intitolazione della strada) sormontata da una croce in marmo grigio scuro. La cornice centinata nascondeva una parte dell'affresco originale, di forma rettangolare; ottocentesca è forse la lampada, con decori a fogliame in ferro battuto.
L'affresco, restaurato negli anni 1980, venne forse commissionato dagli Ufficiali dei Pupilli, o la Compagnia di Sant'Antonio Abate, che si riuniva nella vicina chiesa di San Cristofano degli Adimari. Non menzionato da fonti antiche, è stato variamente attribuito. Il primo fu il Carocci, che parlò della maniera di Filippino Lippi, mentre Roberto Longhi parlò della cerchia del Maestro di Pratovecchio; Busignani parlò del giovane Verrocchio e di un artista della sua cerchia (attribuzione che oggi si trova nella maggior parte delle guide cittadine), e Boskovits fece il nome di Domenico Botticini, padre del più celebre Francesco; infine Federico Zeri parlò di un anonimo fiorentino vicino a Piero del Pollaiolo.

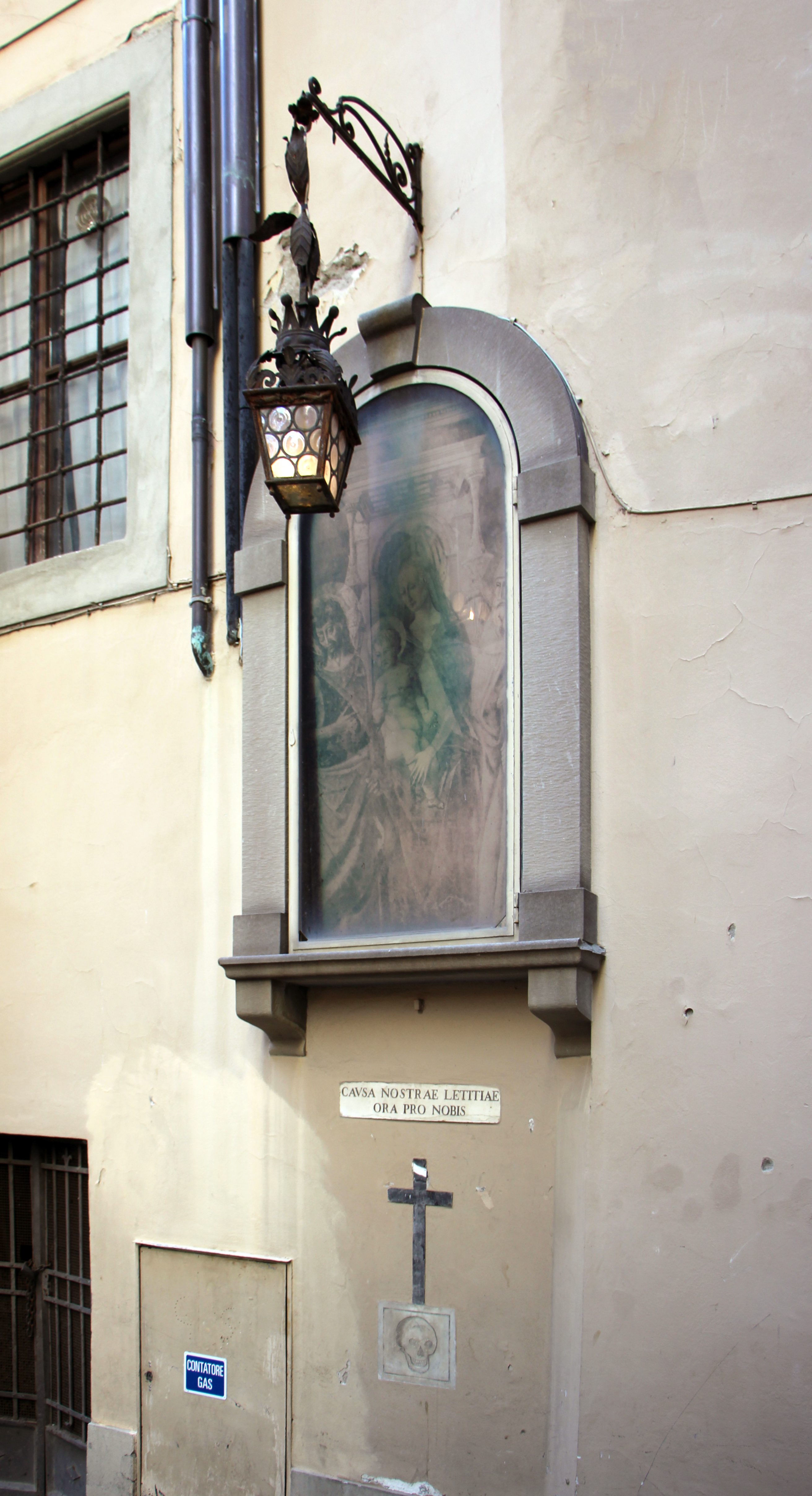
Il tabernacolo
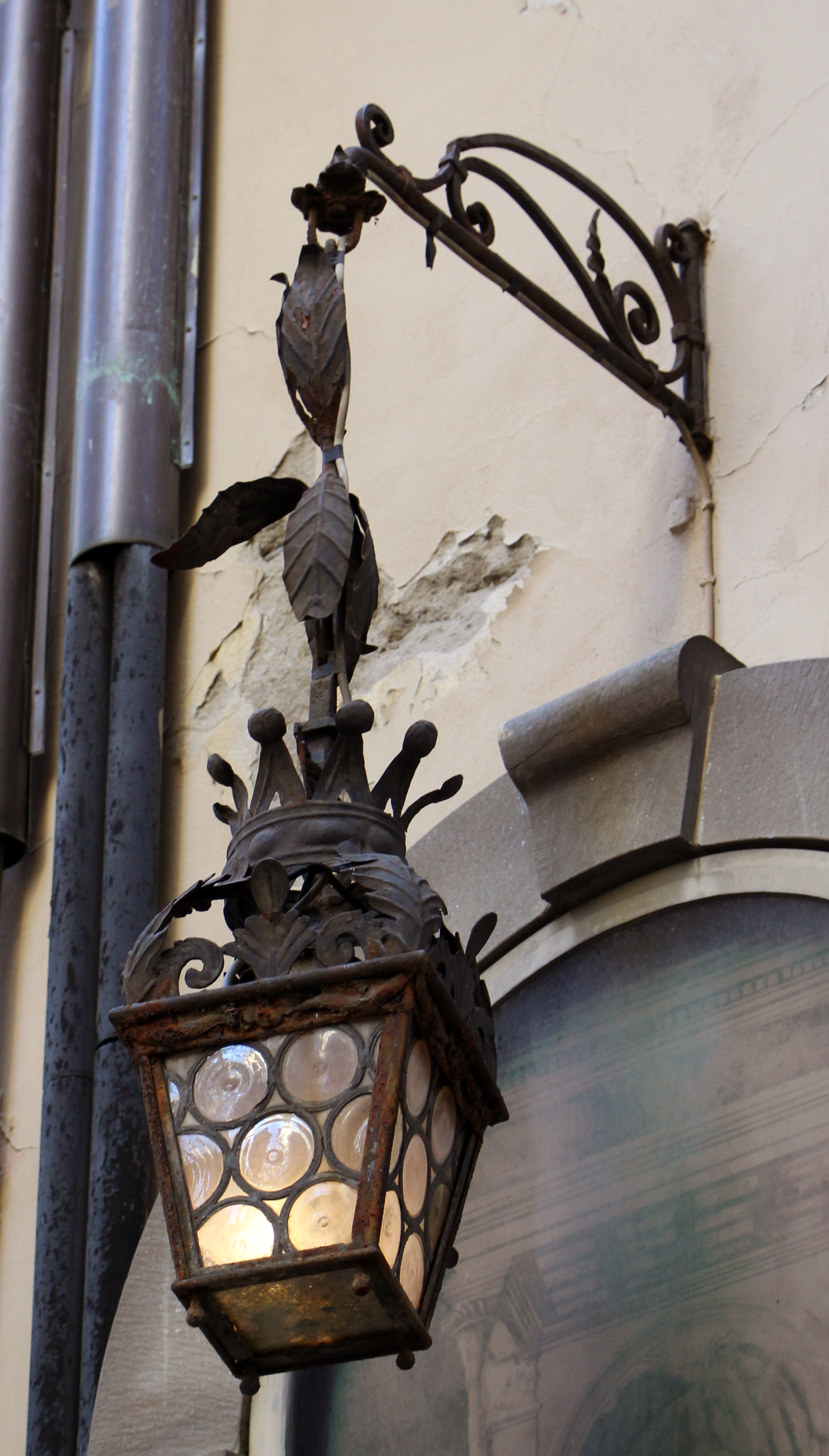
La lampada
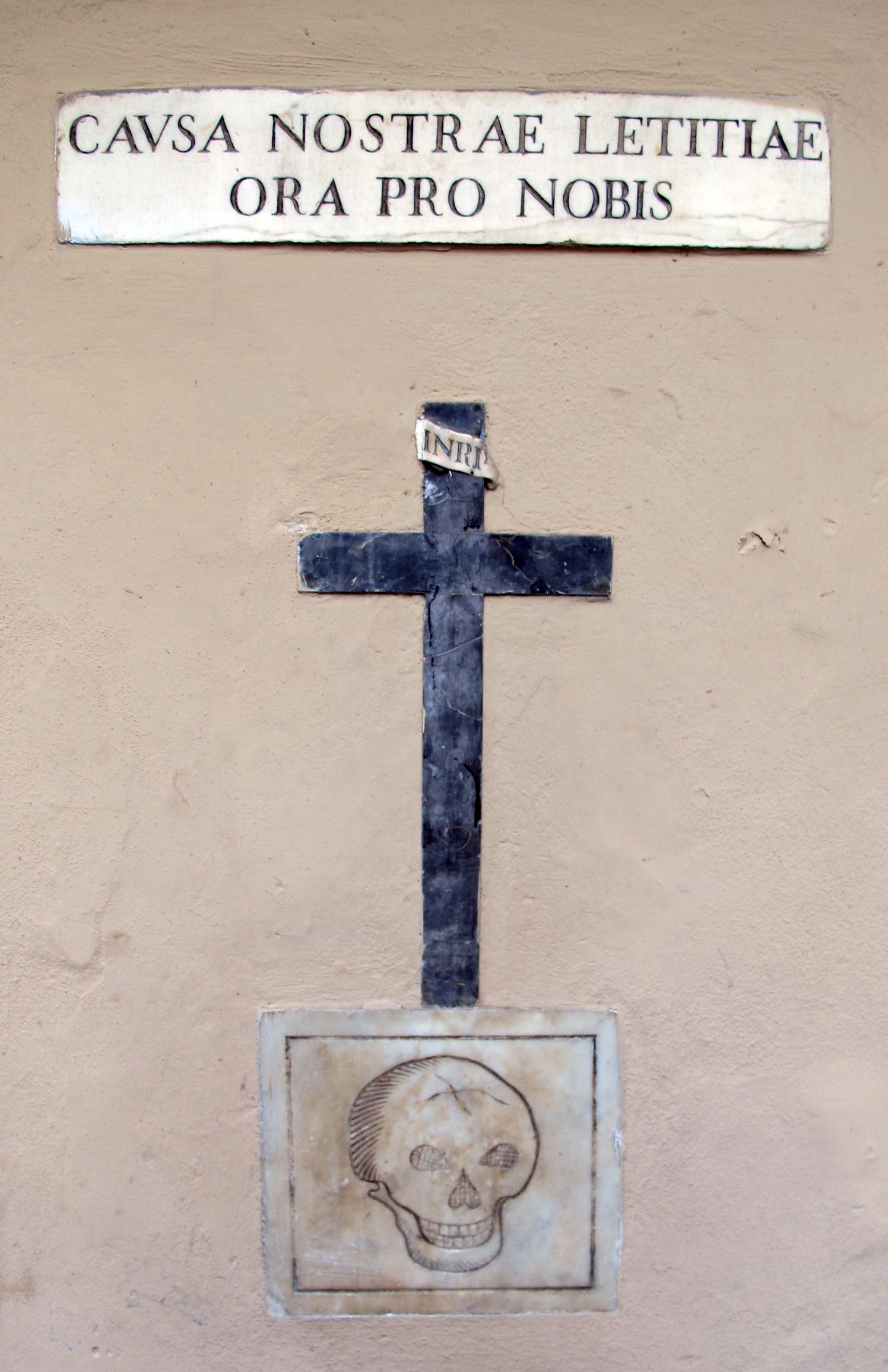
Iscrizione, croce e teschio

## Note

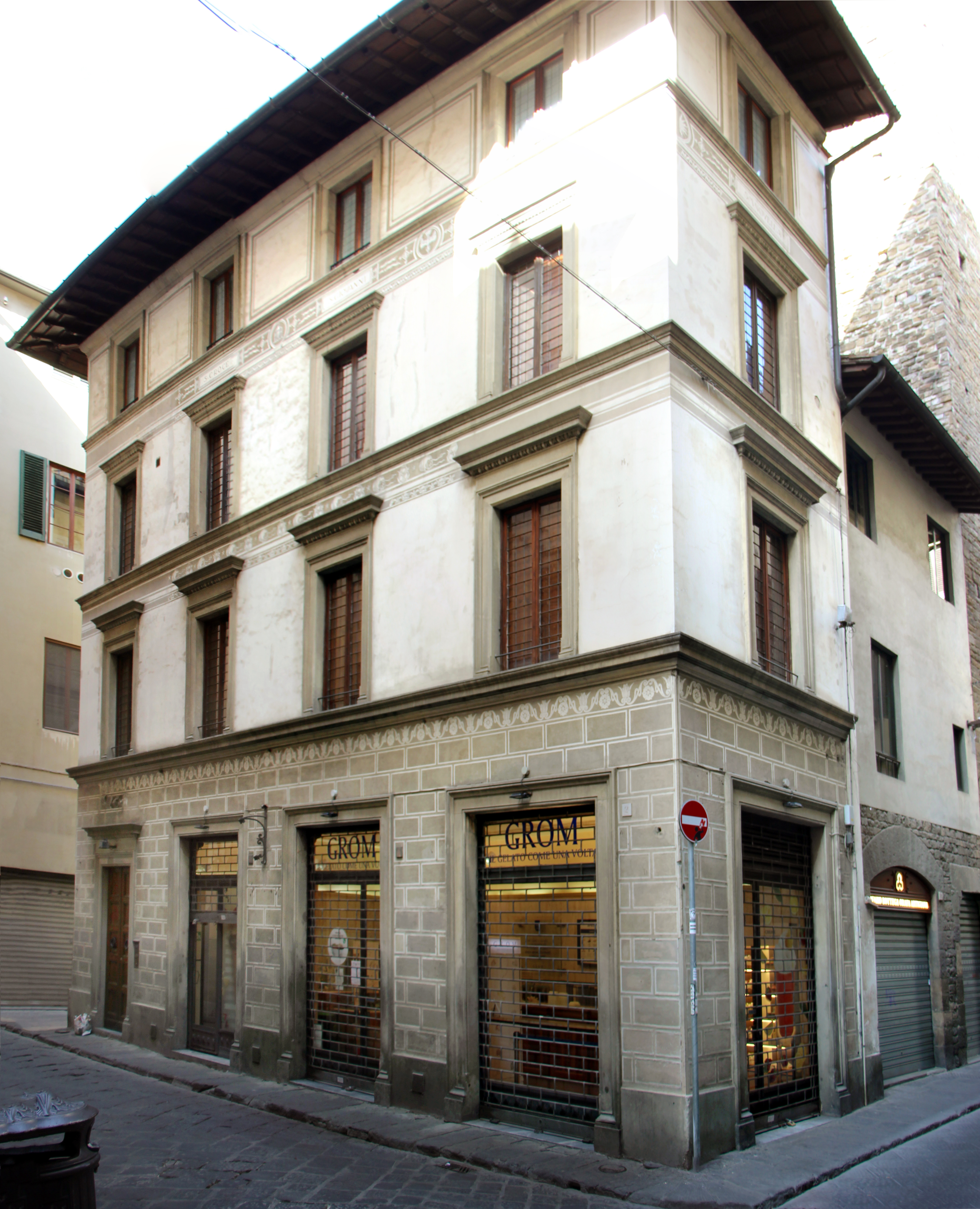
Palazzetto con sgraffito